# Kinska
Kinska či Kinka (ukrajinsky Кінська, Кінка) nebo též Konskaja, Konka (rusky Конка, Конская) je řeka v Záporožské oblasti na Ukrajině. Je 146 km dlouhá. Povodí má rozlohu 2580 km².

## Průběh toku
Pramení v Azovské plošině a ústí do Kachovské přehrady. S jejím postavením souvisí zatopení doliny dolního toku řeky. Ústí zleva do Dněpru.

## Vodní režim
Zdrojem vody jsou sněhové srážky. Na jaře jsou vysoké vodní stavy a v létě naopak velmi nízké.

## Využití
Na řece leží města Polohy a Orichiv.